# Intuitions
Pour les articles homonymes, voir Intuition (homonymie),  Intuitions (film) et The Gift.
Pour plus de détails, voir Fiche technique et Distribution.
Intuitions ou Le Don au Québec (The Gift) est un film américain réalisé par Sam Raimi et sorti en 2001.
Si le film divise la critique, il réalise de bonnes performances au box-office et permet à Sam Raimi de renouer avec le succès commercial, après les échecs successifs de Mort ou vif (1995), Un plan simple (1998) et Pour l'amour du jeu (1999)

## Synopsis
Annie Wilson, veuve récente et mère de trois garçons, gagne sa vie en lisant les cartes aux habitants de son village de Brixton en Géorgie, aux États-Unis. Elle possède un véritable don de voyance dû à une perception extrasensorielle grâce à laquelle elle subvient à ses besoins et ceux de ses enfants. Elle a une relation difficile avec l’aîné, qui est toujours marqué par la mort de son père.
Lors de ses consultations, une cliente et amie, Valerie Barksdale, lui parle de son mari Donnie qui la frappe constamment mais dont elle n'arrive pas à se séparer, malgré les conseils répétés d'Annie. Donnie Barksdale, en apprenant que sa femme se fait tirer des cartes, menace Annie, qu’il accuse d’être une sorcière, et ses fils de mort. Il devient bien plus oppressant envers la famille après que Valérie revient voir Annie.
Parallèlement, Annie fait la connaissance de Jessica King, la fiancée de Wayne Collins, le proviseur de l'école de son fils aîné. Elle a une vision morbide de l'avenir de la jeune fille.
Annie doit également réconforter Buddy Cole, un ami garagiste psychologiquement instable, qui semble avoir des problèmes vis-à-vis de souvenirs d’enfance et d’un certain « diamant bleu », et cherche un soutien mental auprès d’Annie.
Annie vient à une soirée, poussée par son amie Linda, au cours de laquelle elle découvre que Jessica trompe son fiancé avec un autre, et commence à sympathiser avec Wayne.
Plusieurs jours plus tard, Jessica est portée disparue. Le père de Jessica et son fiancé, accompagné du shérif Pearl Johnson, demandent à Annie de les aider dans leur enquête sur la disparition de Jessica. Annie, grâce à ces visions, découvre le lieu où se trouve sa dépouille : un étang sur la propriété de Donnie.
Lors d’une fouille de l’étang, au cours de laquelle Donnie débarque et violente Annie défendue par Wayne, on découvre le corps sans vie de Jessica. Donnie est immédiatement arrêté.
Durant le procès, l’avocat de l’accusation, qui n’est autre que l’amant de Jessica lors de la fête, montre à tous que la jeune fille avait une liaison avec Donnie et que Donnie l’a vue en dernier le soir du meurtre.
Buddy semble être encore plus instable lorsqu’il cherche à parler avec Annie, troublée par les insultes des soutiens de Donnie à sa sortie du tribunal. Plus tard, dans la soirée, appelée en urgence par la mère de Buddy, Annie vient au domicile des parents de Buddy, où elle assiste, malgré ses efforts pour l'en empêcher, à l'immolation du père par Buddy qui révèle que celui-ci l’a violé durant son enfance et que le diamant bleu n’est autre que son tatouage sur le ventre. Buddy est arrêté et envoyé dans un hôpital psychiatrique.
Le procès de Donnie continue, et il est finalement reconnu coupable, malgré ses protestations et ses accusations envers Annie, qu’il croit être derrière une machination.
Par la suite, Annie a des visions qui lui font penser que Donnie ne serait pas le coupable. Elle en parle à Wayne et à l’avocat, qu’elle interpelle en lui dévoilant qu’elle connaît sa relation avec la victime.
En rentrant chez elle, elle aperçoit Buddy à côté de sa maison, puis tombe sur Wayne, qui lui demande d’aller avec lui à l’étang afin d’avoir des visions révélatrices du vrai meurtrier de Jessica. À l’étang, Annie a effectivement des visions sur le futur proche et les événements précédant le meurtre. Elles lui laissent entendre sa propre mort très proche et lui révèlent que le véritable assassin est Wayne, qui a tué Jessica par jalousie et colère contre son comportement et sa tromperie avec Donnie.
Wayne devine qu’elle sait et cherche à se justifier tout en voulant amadouer Annie, dont il est amoureux. Annie ne se laisse pas faire et cherche à s’enfuir mais se fait frapper par Wayne dans une scène qui correspond à ses visions. Alors que Wayne va porter le coup de grâce, Buddy débarque et arrête Wayne dans son geste en l’assommant. Il dit s’être enfuit de l’hôpital.
Annie et Buddy retournent en ville pour livrer Wayne à la police. Buddy reste dans la voiture et échange quelques mots avec Annie, en disant qu’elle est « l’âme de cette ville ». Quelques instants plus tard, Buddy a disparu. Le shérif s’entretient avec Annie, où il affirme que Wayne a tout confessé et que Buddy ne pouvait pas avoir été là et l’avoir aidée au moment où Wayne l'a agressée, puisque que l’hôpital lui a affirmé qu’il s’était suicidé un peu plus tôt le soir même. Lors d’une scène finale, Annie va avec ses enfants se recueillir sur la tombe de son mari.

## Fiche technique
Sauf indication contraire, les informations mentionnées dans cette section peuvent être confirmées par la base de données cinématographiques IMDb,  présente dans la section « Liens externes ».
- Titre français : Intuitions
- Titre québécois : Le Don
- Titre original : The Gift
- Réalisation : Sam Raimi
- Scénario : Billy Bob Thornton et Tom Epperson
- Musique : Christopher Young
- Costumes : Julie Weiss
- Montage : Bob Murawski et Arthur Coburn (de)
- Production : James Jacks, Gary Lucchesi et Tom Rosenberg

Producteur associé : Grant Curtis
Producteurs délégués : Sean Daniel, Gregory Goodman, Ted Tannebaum et Rob Tapert
Coproducteur : Richard S. Wright
- Sociétés de production : Lakeshore Entertainment et Alphaville Films
- Sociétés de distribution : Paramount Classics (États-Unis), Mars Distribution (France)
- Budget : 10 millions dollars
- Pays de production :  États-Unis
- Langue originale : anglais
- Genre : thriller, fantastique
- Durée : 111 minutes
- Format : Couleur (DeLuxe) - son Dolby Digital
- Dates de sortie[1] : 
  - États-Unis : 22 décembre 2000 (sortie limitée)
  - États-Unis : 19 janvier 2001
  - France : 27 janvier 2001 (Fantastic'Arts)
  - Belgique : 14 mars 2001
  - France : 18 avril 2001

## Distribution
- Cate Blanchett (VF : Manoelle Gaillard ; VQ : Christine Bellier) : Annabelle « Annie » Wilson
- Giovanni Ribisi (VF : Damien Witecka ; VQ : Hugolin Chevrette) : Buddy Cole
- Keanu Reeves (VF : Jean-Pierre Michaël ; VQ : Daniel Picard) : Donnie Barksdale
- Katie Holmes (VF : Caroline Victoria ; VQ : Aline Pinsonneault) : Jessica King
- Greg Kinnear (VF : Bruno Choel ; VQ : Antoine Durand) : Wayne Collins
- Hilary Swank (VF : Isabelle Leprince ; VQ : Camille Cyr-Desmarais) : Valerie Barksdale
- Michael Jeter (VF : Jean Lescot ; VQ : François Sasseville) : Gerald Weems
- Kim Dickens (VF : Marie-Laure Dougnac ; VQ : Élise Bertrand) : Linda
- Gary Cole (VF : Jean-Luc Kayser ; VQ : François L'Écuyer) : David Duncan
- Rosemary Harris (VQ : Yolande Roy) : la grand-mère d'Annie
- J. K. Simmons (VF : Olivier Proust ; VQ : Alain Gélinas) : shérif Pearl Johnson
- Chelcie Ross (VF : Georges Claisse ; VQ : Mario Desmarais) : Kenneth King
- John Beasley (VF : Med Hondo ; VQ : Aubert Pallascio) : Albert Hawkins
- Danny Elfman : Tommy Lee Ballard

Sources doublage : VF ; VQ

## Production

### Genèse et développement
Le scénario est écrit par Tom Epperson et Billy Bob Thornton, qui avaient auparavant coécrit plusieurs scénarios, comme Un faux mouvement. Billy Bob Thornton se serait inspiré des dons de voyance de sa propre mère pour écrire cette histoire. Par ailleurs, Billy Bob Thornton avait été dirigé par Sam Raimi dans Un plan simple, sorti en 1998.

### Attribution des rôles
Rosemary Harris qui joue le rôle de la grand mère d'Annie, jouera le rôle de tante May dans les Spider-man de Sam Raimi. J. K. Simmons apparaît aussi dans ce film comme shérif et sera le patron tyrannique de Peter Parker dans Spider-Man.

### Tournage
Le tournage a eu dans l'État de Géorgie (comté d'Effingham, Guyton, Springfield, Thunderbolt) principalement à Savannah.

« Il y a à Savannah des chênes extraordinaires aux formes tourmentées et noueuses. Ils sont témoins, aux yeux du public, qu'un autre monde pourrait bien exister, une force surnaturelle… Ces arbres nous disent que la vie est peut-être bien plus mystérieuse que nous ne pouvons le percevoir. C'est ce dont le personnage de Cate Blanchett est capable : avoir une perception de la réalité au-delà de la nôtre… »

— Sam Raimi

## Accueil
Le film reçoit des critiques mitigées. Sur l'agrégateur américain Rotten Tomatoes, il récolte 57% d'opinions favorables pour 122 critiques et une note moyenne de 5,86⁄10. Sur Metacritic, il obtient une note moyenne de 62⁄100 pour 29 critiques.
En France, le film obtient une note moyenne de 3,2⁄5 sur le site AlloCiné, qui recense 20 titres de presse.
Côté box-office, le film récolte plus de 44 millions de dollars dans le monde, pour un budget de 10 millions.
| Pays ou région    | Box-office      | Date d'arrêt du box-office | Nombre de semaines |
| ----------------- | --------------- | -------------------------- | ------------------ |
| États-Unis Canada | 12 008 642 $    | 8 mars 2001                | 11                 |
| France            | 420 295 entrées | -                          | -                  |
| Total mondial     | 44 567 606 $    | -                          | -                  |

## Clin d’œil
La voiture d'Annie est la voiture personnelle de Sam Raimi, une Oldsmobile Delta 88 jaune de 1973, qui apparait dans la saga Evil Dead et dans la plupart de ses films.